# Zoo York
Zoo York est une marque de skateboard et de textile fondée à New York en 1993 par Rodney Smith, Eli Morgan Gessner et Adam Schatz. La marque s'est spécialisée dans la culture hip-hop, punk rock et skateboard.
Cette marque appartient à Iconix Brand Group car elle a racheté Eckō Unlimited.

## Vidéographie
- Mix Tape (1998)
- Peep This (1999)
- Heads (1999)
- E.S.T (2000)
- E.S.T 2.0 (2001)
- E.S.T 3.0 (2002)
- Unbreakable: Mix Tape 2 (2002)
- City Of Killers (2003)
- E.S.T 4 (2004)
- Ellis Island (2005)
- Vicious Cycle (2005)
- Welcome to Zoo York City (2006)
- State of Mind (2009)
- Z.Y Field Agent Report (2010)